# Aiman az-Zawahiri

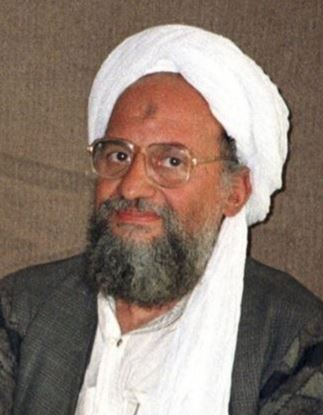
Aiman az-Zawahiri (2001)

Aiman Mohammed Rabi az-Zawahiri oder al-Zawahiri (arabisch أيمن محمد ربيع الظواهري, DMG Aiman Muḥammad Rabīʿ aẓ-Ẓawāhirī; * 19. Juni 1951 in Maadi, Königreich Ägypten; † 31. Juli 2022 in Kabul, Afghanistan) war ein ägyptischer Islamist und Terrorist. Er führte die sunnitische Untergrundorganisation al-Dschihad und als Nachfolger Osama bin Ladens seit 2011 auch das Terrornetzwerk al-Qaida an. Wegen seiner Mitverantwortung für den Anschlag auf das World Trade Center vom 11. September 2001 und weitere Terrorakte setzten die Vereinigten Staaten den studierten Arzt auf ihre Liste der meistgesuchten internationalen Terroristen und setzen ein Kopfgeld von 25 Millionen US-Dollar auf ihn aus. Wie schon Bin Laden wurde auch er schließlich im Rahmen einer Geheimdienstoperation getötet.

## Leben

### Frühe Jahre
Az-Zawahiri wurde 1951 in Maadi, einem Vorort von Kairo geboren. Er hatte eine Zwillingsschwester und einen zwei Jahre jüngeren Bruder. Sein Vater war Professor für Pharmakologie an der Ain-Shams-Universität. Az-Zawahiri besuchte eine nicht-religiöse Schule und studierte ab 1968/69 Medizin an der Universität Kairo. 1974 schloss er sein Studium ab und absolvierte 1978 einen Master-Studiengang in Chirurgie. In dieser Fachrichtung promovierte er später in Pakistan.
Er galt als außergewöhnlich intelligent und von klein auf als sehr gläubig. Schon mit 15 Jahren soll er während der Schulzeit eine erste geheime Gruppe gegründet haben, die den Sturz der Regierung zum Ziel hatte; allerdings gab es zu dieser Zeit viele solcher Gruppen in Ägypten. Die Gefangennahme, Folterung und Hinrichtung von Sayyid Qutb im Jahr 1966 war für az-Zawahiri ein prägendes Ereignis. Er wurde Mitglied der Muslimbruderschaft, die er später verließ.
1974 führte er nach eigenen Angaben eine Zelle mit 40 Mann. Ende der 1970er Jahre entstand aus mehreren Zellen die Gruppe al-Dschihad unter der Führung von Kamal Habib. Zawahiri beteiligte sich daran und wurde später ihr Führer. Ihre Strategie zielte zunächst darauf ab, mit Hilfe eines Staatsstreiches und der Tötung des Staatsoberhaupts die Macht zu übernehmen und eine islamische Ordnung zu errichten, ohne dabei Anschläge auf die Bevölkerung zu verüben.
Az-Zawahiri heiratete 1978 erstmals. Mit seiner ersten Ehefrau hatte er vier Töchter und einen Sohn. Insgesamt hatte er vier Ehefrauen. 1980 und 1981 reiste Zawahiri als Arzt für den Roten Halbmond zweimal für mehrere Monate nach Pakistan. Schon damals offenbarte Zawahiri gegenüber einem Bekannten eine extrem antiamerikanische Einstellung.

### Ermordung Sadats und Haft in Ägypten
Im Februar 1981 plante al-Dschihad einen Staatsstreich in Ägypten. Der Plan flog auf, und viele Verdächtige wurden festgenommen. Nach der Ermordung des ägyptischen Präsidenten Anwar as-Sadat am 6. Oktober 1981 wurde Zawahiri verhaftet. Hauptattentäter war der Offizier Chalid Islambuli, die Identität der verantwortlichen Hintermänner konnte nie ganz geklärt werden. Zawahiri selbst behauptete, erst wenige Stunden vorher von dem Anschlag erfahren zu haben. Vor Gericht gestand er zwar ein, einige der Attentäter gekannt zu haben, doch konnte ihm keine Tatbeteiligung nachgewiesen werden. Er kam wegen Waffenbesitzes für drei Jahre ins Gefängnis, wo er schwer gefoltert wurde. Während seiner Gefängniszeit etablierte er sich endgültig als einer der führenden Männer des ägyptischen Islamismus. Im Gefängnis kam er auch in Kontakt mit Umar Abd ar-Rahman, dem Führer der Al-Dschamāʿa al-islāmiyya. Die beiden gerieten in Streit über die Führung der Islamisten in Ägypten. Auch später sollte sich die Konkurrenz der beiden Gruppen immer wieder zeigen.

### Kampf der Mudschahedin gegen die Sowjetunion
Nach seiner Freilassung war Zawahiri endgültig zum gewaltbereiten Extremisten geworden. Er ging 1985 über Saudi-Arabien nach Pakistan und schließlich nach Afghanistan, um am dortigen Kampf der Mudschahedin gegen die sowjetische Invasion teilzunehmen. Dort kam er mit Osama bin Laden in Kontakt, der zusammen mit Abdallah Azzam neue Kämpfer für den Krieg warb. Zawahiri nahm erfolgreich Einfluss auf bin Laden und gewann seine Unterstützung für al-Dschihad. Dies brachte ihn in Konflikt mit bin Ladens Mentor Azzam, der einen Kampf gegen muslimische Regierungen wie in Ägypten und Saudi-Arabien ablehnte.

### Kampf gegen die ägyptische Regierung
Nach dem Ende des Afghanistan-Krieges 1989 konnte Zawahiri nicht nach Ägypten zurück und blieb anfangs bei bin Laden. Ende 1989 soll es eine Art Gründungstreffen von al-Qaida als einem losen Mudschahedin-Verbund gegeben haben, an dem Zawahiri teilnahm; jedoch arbeiteten bin Laden und Zawahiri weiterhin mit verschiedenen Zielen: Bin Ladens Kampf gegen die USA nach dem Zweiten Golfkrieg (1991) wurde von Zawahiri nicht ganz geteilt. 1992 kehrte er zurück zu bin Laden nach Khartum im Sudan, wo eine islamische Regierung an die Macht gekommen war. Dort errichteten die beiden unter anderem militärische Trainingslager.
Zawahiris Ziel blieb auch vom Sudan aus der Kampf gegen die ägyptische Regierung. Er arbeitete dabei mit den (neuartigen) Selbstmordanschlägen und einer Blindzellen-Struktur. Nachdem jedoch ein Direktor der Gruppe mit einer Datenbank festgenommen wurde, nahmen die ägyptischen Behörden rund tausend Leute fest und schwächten die Gruppe sehr. Al-Dschihad verübte in diesem Jahr aber Anschläge auf den ägyptischen Innenminister (August 1993) und Premierminister (November 1993). Da bei Letzterem ein junges Mädchen zu Tode kam, wendete sich die öffentliche Meinung stark gegen die Islamisten; die Regierung verhaftete 280 Verdächtige und verurteilte sechs Personen zum Tode. Um Geld zu bekommen, reiste Zawahiri durch die ganze Welt: Er soll auf dem Balkan, in Österreich, in Dagestan, in den USA, im Jemen, im Irak, im Iran, in Argentinien und in den Philippinen gewesen sein. Er hatte jedoch wenig Erfolg, was die finanzielle Abhängigkeit des al-Dschihad von bin Laden verstärkte.
Am 26. Juni 1995 verübte al-Dschihad, gemeinsam mit Al-Dschama'a al-Islamiyya, einen Anschlag auf Präsident Mubarak in Addis Abeba. Die ägyptischen Behörden gingen diesmal mit noch größerer Brutalität gegen die Islamisten vor. Zawahiris Antwort war am 19. November 1995 ein Anschlag auf die ägyptische Botschaft in Islamabad; 16 Menschen starben.
1996 wurden Zawahiri und bin Laden aus dem Sudan ausgewiesen. Zawahiri reiste wieder durch die Welt – angeblich über die Schweiz, den Balkan, die Niederlande, Russland, den Jemen, Malaysia, Singapur und China – um Geld für seinen Kampf zu sammeln. Dabei wurde er in Russland im Dezember 1996 wegen illegalen Aufenthalts für ein halbes Jahr inhaftiert. Schließlich ging er zu bin Laden nach Dschalalabad in Afghanistan.

### Verstärkte Wendung gegen den Westen
Zawahiri unterzeichnete im Namen eines radikalen Flügels von al-Dschihad das Manifest für eine Internationale Front für einen Dschihad gegen die Juden und Kreuzfahrer vom 23. Februar 1998, gemeinsam mit Osama bin Laden und anderen. Das Manifest zeigte in aller Deutlichkeit den Wechsel weg vom „nahen“ zum „fernen Feind“, von der eigenen Regierung zu den USA. Der Kampf gegen letztere wurde für alle Muslime zur Pflicht erklärt. Die engere Zusammenarbeit mit bin Laden war für Zawahiri eine Möglichkeit, Geld für seinen Kampf zu bekommen und seinen radikalen Kurs weiterzuverfolgen, der in der Gruppe al-Dschihad inzwischen auf Widerstand stieß: So hatten 1997 in Ägypten inhaftierte Islamisten einen Gewaltverzicht erklärt.
Al-Dschihad organisierte Sprengstoffanschläge auf die US-Botschaften in Daressalam und Nairobi am 7. August 1998. In einem Prozess in Kairo gegen 107 Fundamentalisten bekannte sich Al Naggar zum Nairobi-Anschlag. Zawahiri und sein Bruder wurden in Abwesenheit zum Tode verurteilt. Im Sommer 1999 schied Zawahiri wegen Streitereien über die zukünftige Strategie aus der Gruppe al-Dschihad aus, wurde jedoch wenige Monate später schon wieder zu ihrem Führer. Er beschäftigte sich mit der Beschaffung biologischer und chemischer Waffen und war wohl an der Organisation des Anschlags auf das US-Kriegsschiff Cole in Jemen am 12. Oktober 2000 beteiligt. Im Juni 2001 ging seine Gruppe endgültig mit bin Ladens al-Qaida zur Kaidat al-Dschihad zusammen.

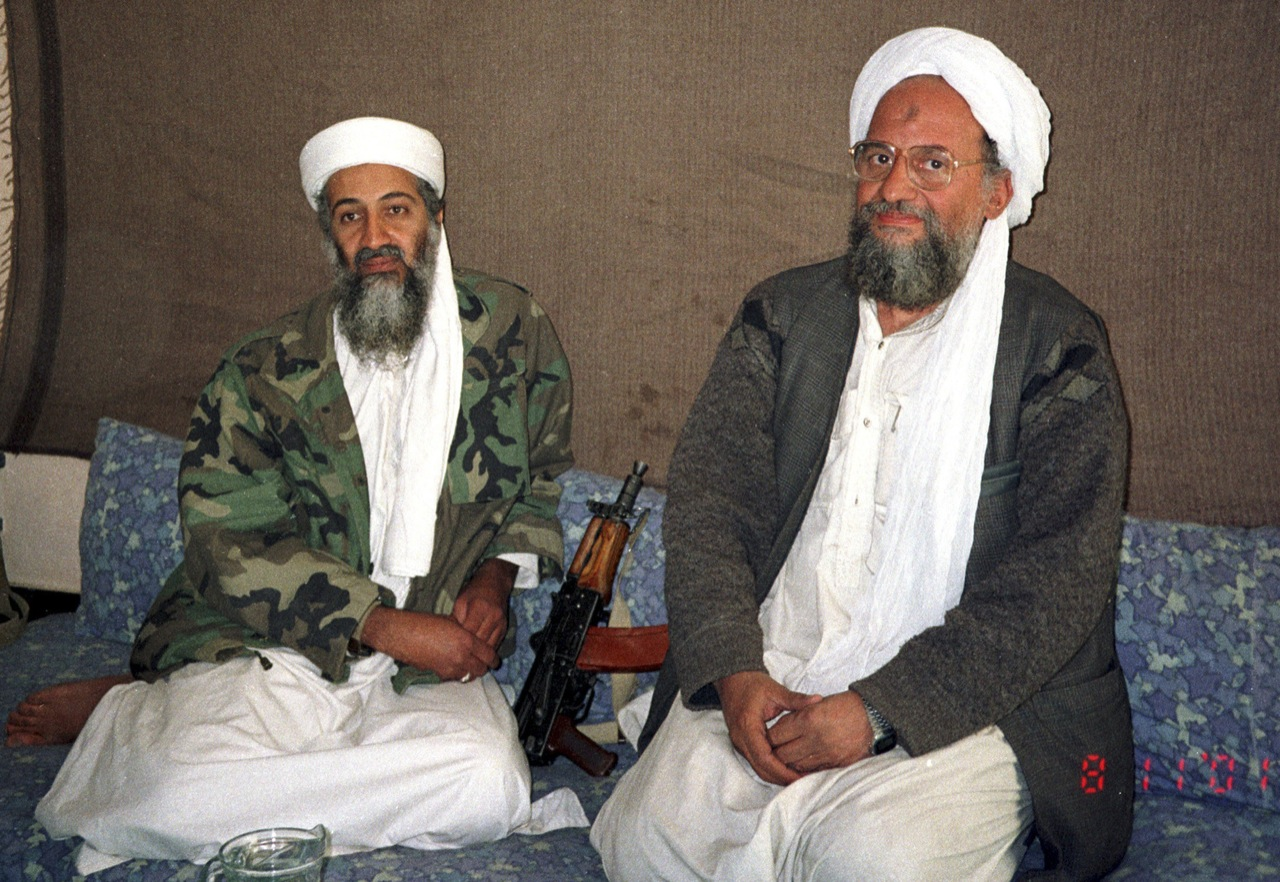
Osama bin Laden und Ayman al-Zawahiri 2001

In seinen letzten Jahren wurde Zawahiri als rechte Hand von Osama bin Laden und nach ihm als wichtigster Mann von al-Qaida angesehen. Nach den Anschlägen vom 11. September 2001 auf das World Trade Center in New York trat Zawahiri am 7. Oktober 2001 gemeinsam mit bin Laden in einer Videobotschaft auf.
Ende 2001 wurde ein Computer sichergestellt, der unmittelbar nach dem Fall Kabuls im November aus einem von al-Qaida genutzten Büro gestohlen wurde. Dieser Computer wurde hauptsächlich von Zawahiri benutzt und enthielt einen Brief mit einer Interviewanfrage an Ahmad Schah Massoud. Die beiden Journalisten, die das Interview durchführten, verübten ein tödliches Attentat auf Massoud.
In seinem Werk Ritter unter dem Banner des Propheten vom Dezember 2001 rechtfertigte Zawahiri den Anschlag vom 11. September 2001. Er kritisierte dort aber auch weiterhin die „ungläubigen Regierungen in den arabischen Ländern“. An ihre Stelle wollte er streng islamische Ordnungen setzen, wenn nötig mit äußerster Gewalt.
In den Jahren 2003 und 2004 äußerte Zawahiri sich zehnmal per Video. Er griff dabei vor allem die USA und ihre Alliierten, z. B. Pakistans Präsidenten Pervez Musharraf, an. Er kritisierte das Gefangenenlager Guantanamo, die Invasionen in Irak und Afghanistan; er nahm Stellung zu Palästina, Saudi-Arabien, Ägypten und zum Streit in Frankreich über das Tragen von Kopftüchern in öffentlichen Gebäuden (Kopftuchstreit).
Ende 2004 wurde Zawahiri von bin Laden auch offiziell zu seinem Stellvertreter ernannt.
Am 1. September 2005 strahlte Al Jazeera ein Bekennervideo der Anschläge auf das Londoner Nahverkehrsnetz vom 7. Juli 2005 aus. Darin war neben Zawahiri auch einer der Attentäter, Mohammad Sidique Khan, zu sehen.
Am 14. Januar 2006 berichteten mehrere US-Fernsehsender (u. a. CNN), Zawahiri sei möglicherweise bei einem von der CIA befohlenen Angriff auf das pakistanische Dorf Damadola nahe der afghanischen Grenze getötet worden. Später stellte sich heraus, dass Zawahiri sich nicht im Dorf befunden hatte.
Am 30. Januar 2006 tauchte in den Medien eine Videobotschaft auf, in der Zawahiri den USA mit neuen Terroranschlägen drohte und George W. Bush beschimpfte. Anfang März 2006 meldete sich Zawahiri mit einer Videobotschaft und nahm unter anderem Stellung zur palästinensischen Hamas und zu Frankreich (s. o.). Auch Anfang Mai und zuletzt Juli 2006 meldete er sich per Video zu Wort.
Am 11. September 2006, zum Jahrestag der Anschläge des 11. Septembers, strahlten CNN und Al Dschasira eine neue Videobotschaft aus, in der Aiman al Zawahiri zu verstärktem Widerstand gegen die USA und deren Verbündeten aufrief.
Nach der Hinrichtung Saddam Husseins am 30. Dezember 2006 meldete sich Zawahiri per Video, um zum Widerstand im Irak aufzurufen.
Zawahiris neues Betätigungsfeld wurde für einige Jahre der Konflikt in Somalia. Die äthiopischen Truppen müssten „ausradiert“ werden, dazu seien alle Mittel recht: von Angriffen aus dem Hinterhalt über das Legen von Minen bis hin zu Selbstmordanschlägen, führte er in einer Internetbotschaft aus. Das Eingreifen des christlich geprägten Äthiopien hatte zur entscheidenden Wende im Bürgerkrieg in Somalia geführt. Somalia sei eines der „Kreuzritter-Schlachtfelder, die von Amerika und seinen Verbündeten und den Vereinten Nationen gegen Islam und Muslime“ genutzt würden, hieß es in der Tonband-Botschaft.

### Führer von al-Qaida
Nach dem Tod Osama bin Ladens wurde Zawahiri zum neuen Anführer von al-Qaida bestimmt. Dies ging aus einer im Juni 2011 auf einer islamistischen Internetseite verbreiteten Botschaft hervor. Darin hieß es, das „Generalkommando“ von Al-Qaida habe nach ausführlichen Debatten beschlossen, dass Zawahiri der Nachfolger von Osama bin Laden werden solle. Er solle als „Emir“ der Organisation den „Heiligen Krieg“ fortsetzen. Damit rückte er auch auf der Liste der meistgesuchten internationalen Terroristen auf Platz 1. Die USA boten für Informationen, die zu seiner Ergreifung oder Tötung führen würden, eine Belohnung von 25 Millionen US-Dollar.
Den 20. Jahrestag des Terroranschlags vom 11. September kommentierte al-Qaida mit der Preisgabe einer bis dahin unveröffentlichten 60-minütigen Videobotschaft, in der Zawahiri zum Kampf gegen den Westen und gegen ihre Verbündeten aufruft.

### Verfolgung und Tod
Bereits vor den Anschlägen von 2001 stand az-Zawahiri weit oben auf einer Terroristen-Fahndungsliste der US-Geheimdienste. Nach dem Einmarsch der USA in Afghanistan baute der Geheimdienst mit Camp Chapman einen Stützpunkt in der Provinz Chost auf, dessen Aufgabe es war, ihn und Bin Laden aufzuspüren. Die Fahnder knüpften Kontakte zu dem jordanischen Arzt und al-Qaida-Aktivisten Humam Khalil Abu Mulal al-Balawi, von dem sie hofften, er werde sie zu dem Gesuchten führen. Al-Balawi entpuppte sich jedoch als Doppelagent. Am 30. Dezember 2009 betrat er Camp Chapman mit einer Sprengstoffweste, die er zur Explosion brachte. Er riss sieben CIA-Agenten mit in den Tod.
Wie Bin Laden gelang es auch az-Zawahiri, sich nach Pakistan abzusetzen. In den Jahren 2012 und 2013 konzentrierte sich die Suche auf Wasiristan, ein Grenzgebiet zu Afghanistan. Der CIA gelang es jedoch nie, einen genauen Aufenthaltsort des Gesuchten zu lokalisieren. Der Geheimdienst ging jedoch davon aus, dass az-Zawahiri sich in Afghanistan sicherer fühlen und dorthin zurückkehren würde, sobald die US-Truppen von dort abgezogen seien. Da seine Verbindungen zu Siradschuddin Haqqani, dem stellvertretenden Führer der Taliban bekannt waren, beobachteten Agenten der CIA Häuser im Kabuler Stadtteil Sherpur, die vom Haqqani-Netzwerk kontrolliert wurden. Am 1. April 2022 teilte der Geheimdienst dem Weißen Haus mit, dass eines dieser Häuser als Versteck az-Zawahiris identifiziert worden war. Beobachtungen ergaben, dass er das Haus nie verließ, sich morgens aber längere Zeit allein auf dem Balkon aufhielt, um zu lesen. Diesen Umstand machte sich die CIA zunutze, als sie am 31. Juli, um 06:18 Uhr (Ortszeit) mittels einer Drohne zwei Hellfire-Raketen (Typ R9X) auf den Balkon abschoss. Am 1. August gab US-Präsident Joe Biden die von ihm im Rahmen des amerikanischen „War on Terror“ autorisierte Tötung az-Zawahiris bekannt. Weitere Personen seien nicht ums Leben gekommen. Es gibt auch die Vermutung, dass ein anderer Taliban-Flügel direkt oder indirekt das Versteck von az-Zawahiri an die USA verriet.
Der Angriff erfolgte knapp ein Jahr nach dem Abzug der US-Truppen und ihrer Verbündeten aus Afghanistan. Das Taliban-Regime verurteilte die Tötung az-Zawahiris als Verletzung des Doha-Abkommens, in dem dieser Abzug vereinbart worden war. Die US-Regierung wiederum warf den Taliban vor, von der Anwesenheit az-Zawahiris in Kabul gewusst und damit gegen die Sicherheitsgarantien verstoßen zu haben, die sie den USA in demselben Abkommen gegeben hatten.

## Publikationen
- 1990: Die bittere Ernte. 60 Jahre Muslimbruderschaft
- 2001: Ritter unter dem Banner des Propheten. In europäischen Sprachen komplett nur in Englisch verfügbar. In: Laura Mansfield (Hrsg.): His own words: A translation of the writings of Dr. Ayman Al Zawahiri. Lulu, Raleigh (North Carolina) 2006, ISBN 1-84728-880-4, S. 199 ff. In diesem Buch auch weitere Schriften in Englisch
- 2002: Treue und Verrat
- 2008: Der Sündenerlass